# Медное (Львовская область)
Медное (укр. Мідне) — село в Бродовской городской общине Золочевского района Львовской области Украины. Находится в 11 км по автодорогам к западу от Язловчика и в 10 км по автодорогам к западу от города Броды.

## История
Село возникло в советское время на месте нескольких фольварков (один из которых назывался Медное), возникших к первой половине XIX века и бывших частью деревни Лагодов.
В 1968 году — в составе Конюшковского сельсовета, центр которого к 1978 году перенесён в Язловчик.
В 1989 году население составляло 84 человека (34 мужчины, 50 женщин).
По переписи 2001 года население составляло 47 человек, все назвали родным языком украинский.